# HNLMS Evertsen (F805)
Pour les autres navires du même nom, voir HNLMS Evertsen.
Le HNLMS Evertsen (F805) (en néerlandais : Zr. Ms. Evertsen) est une frégate de la classe De Zeven Provinciën en service dans la marine royale néerlandaise.
Sa quille est posée en 2001, il est lancé en 2003 et mis en service en 2005. La frégate porte le nom de la famille Evertsen.

## Historique

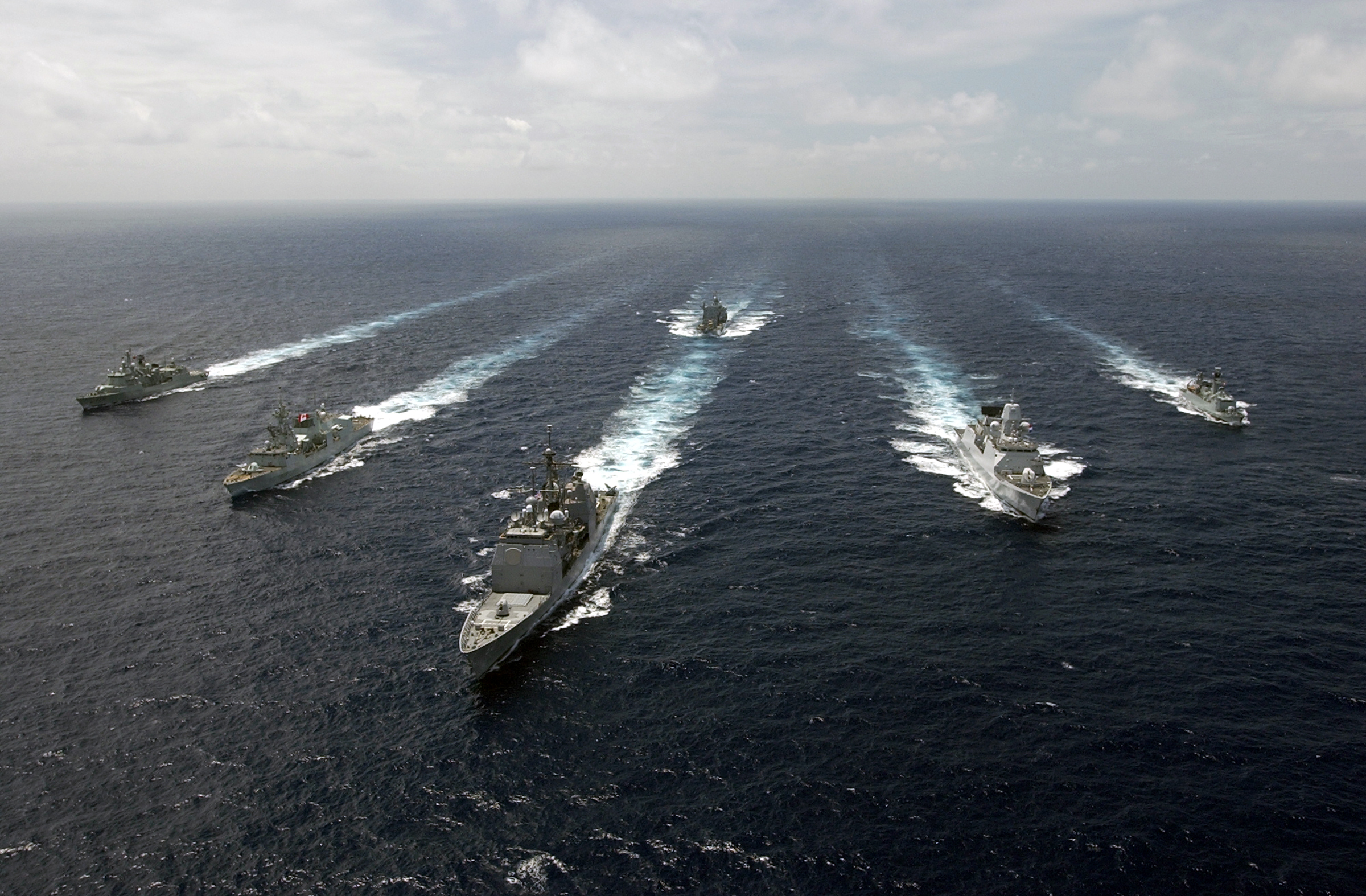
Le SNMG1 le 13 août 2007 en formation. De gauche à droite :,,, HNLMS Evertsen,.

L'Evertsen se rend en Afrique du Sud fin 2007 dans le cadre d'une mission d'amitié de l'OTAN. De février à juin 2008, le navire patrouille dans les eaux somaliennes pour le compte du Programme alimentaire mondial et est de retour dans ces mêmes eaux en 2009 pour l'opération Atalante. Début décembre 2009, il participe à la capture d'un groupe de pirates somaliens suspectés d'avoir attaqués le navire marchand BBC Togo.
En octobre 2020, le navire joue un rôle défensif dans le cadre du groupe opérationnel du HMS Queen Elizabeth pour les exercices « GROUPEX » et « Joint Warrior ». Il devient l'un des huit navires escortant le porte-avions britannique, dont six autres navires de la Royal Navy et le destroyer américain USS The Sullivans. Dans une déclaration, le commandant Rick Ongering salue la relation étroite et de longue date entre les deux marines,,.
En 2021, l'Evertsen rejoint l'UK Carrier Strike Group 21 pour un déploiement en Asie-Pacifique. Le porte-avions est également accompagné de six navires britanniques, d'un sous-marin britannique et d'un destroyer américain. Les navires naviguent de Portmouth vers la mer Méditerranée, où un exercice est mené avec la flotte du porte-avions français Charles de Gaulle. Le groupe d'attaque traverse ensuite la mer de Chine méridionale jusqu'au Japon via le canal de Suez, l'Inde et Singapour. Un certain nombre de navires, dont l'Evertsen, effectuent une visite provisoire en mer Noire. Lors de la visite en mer Noire, des avions russes mènent un simulacre d'attaque contre la frégate.
Le 6 septembre 2021, la frégate arrive au port japonais de Yokosuka. Il s'agit d'une première depuis près de vingt ans pour un navire néerlandais.
En 2023, le navire est placé en carénage en vue d'une modernisation. En aout 2024, un incendie se déclare sur le navire toujours en chantier, il est éteint au bout de deux heures.